# 道の駅田沢

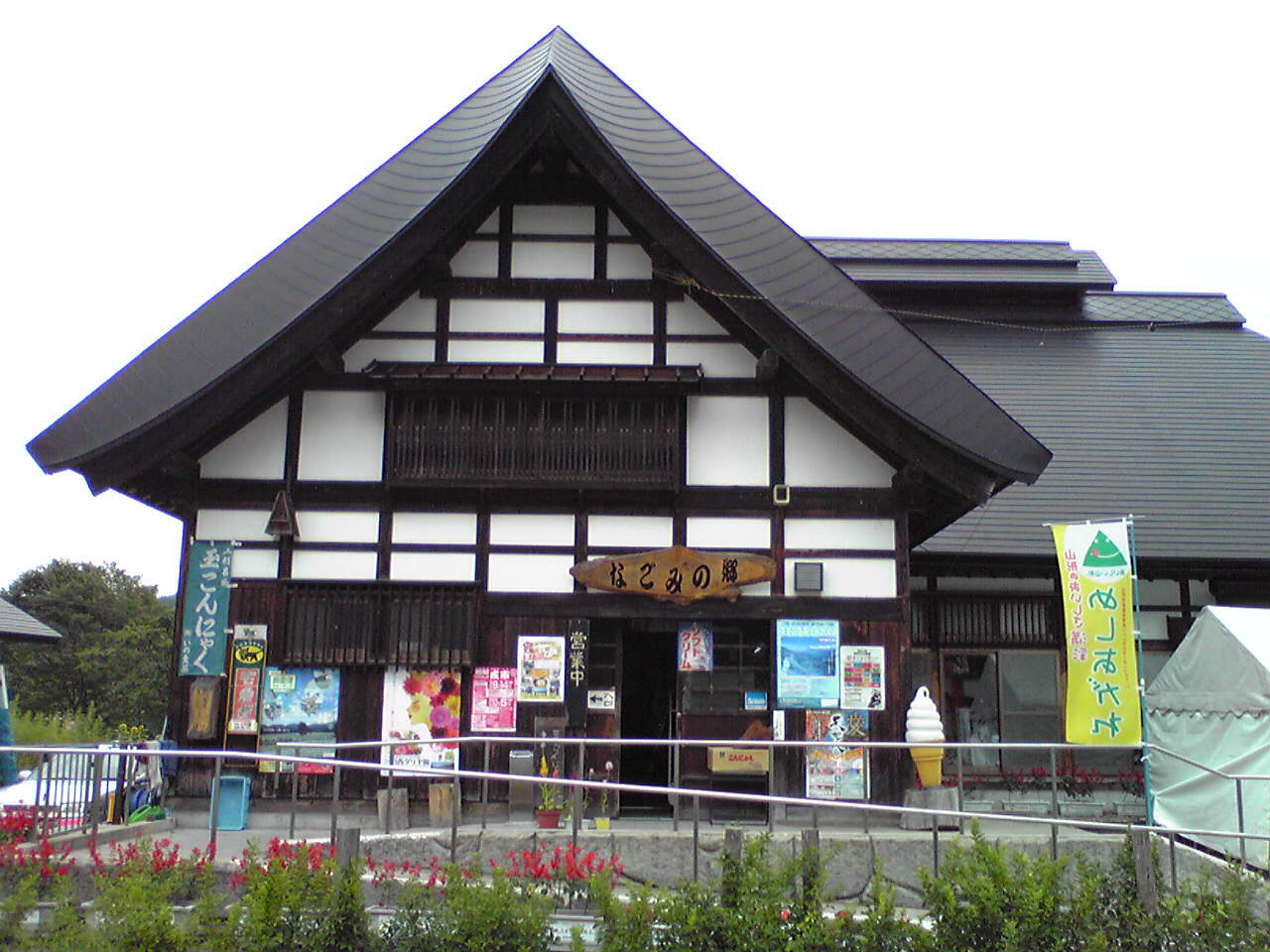
地域資源活用センター

道の駅田沢（みちのえき たざわ）は、山形県米沢市にある国道121号の道の駅である。愛称はなごみの郷。

## 施設
山形県による駐車場のほか、米沢市により以下の施設が整備されている。
- 駐車場
  - 普通車：28台
  - 大型車：4台
  - 身障者用：2台
- トイレ （いずれも24時間利用可能）
  - 男：大 2器、小 5器
  - 女：4器
  - 身障者用：1器
- 公衆電話：1台
- 公衆FAX：1台
- 地域資源活用センター
  - 食堂（10:00 - 17:00 12月 - 2月 16:00）
  - 特産品販売
  - 展示スペース
- イベント広場

## 休館日
- 1月1日

## アクセス
- 国道121号
  - 山形県道4号米沢飯豊線

## 周辺
- 上杉神社
- 米沢市上杉博物館